# Poppingawier
Poppingawier (officieel, Fries: Poppenwier) is een dorp in de gemeente Súdwest-Fryslân, in de Nederlandse provincie Friesland. Poppenwier ligt ten noorden van Sneek, tussen Bozum en Irnsum aan het eind van de Sneeker Oudvaart.
Tussen Terzool en Poppingawier ligt de voormalige buurtschap Marshorne. Ten noorden ligt de buurtschap Engwerd. In 2023 telde het dorp 160 inwoners. Aan de Sneeker Oudvaart heeft het dorp een kleine jachthaven met een aantal vakantiehuizen.

## Geschiedenis
Het dorp is ontstaan op een terp, in , de streek de Lege Geaen, de lage landen, oostelijk van de voormalige Middelzee. De terp waarop de plaats is ontstaan was rechthoekig en werd, zo blijkt uit vondsten die gedaan zijn, al bewoond rond de start van de christelijke jaartelling. In de late middeleeuwen is er kort sprake geweest van een klein klooster op de plek van de buurtschap Engwerd. Het klooster werd in 1580 opgeheven.
Nadat het Poppingawierstermeer was drooggelegd werd er een kop-hals-rompboerderij gebouwd, die eerst in bezit was van een klooster en later van een weeshuis. Deze vormde de basis voor de buurt Marshorne, ook wel Meerhoek, gezien het feit dat de boerderij in de hoek van drooggelegde meer was gelegen.
Poppingawier zelf werd in 1401 als Popengwere vermeld, in 1446 tho poppingawyr, in 1505 als Poppingawyer en in 1579 als Poppingwier. De plaatsnaam verwijst naar een opgeworpen hoogte voor bewoning (wier), bewoond door de familie Poppinga. In 1989 werd de officiële naam gewijzigd in het Friestalige Poppenwier.
Tot de gemeentelijke herindeling in 1984 maakte Poppingawier deel uit van de voormalige gemeente Rauwerderhem, genoemd naar een van de Friese Hempolders van de oude Middelzee. Rauwerderhem was tevens de naam van de grietenij waartoe Poppingawier behoorde. Tussen 1984 en 2014 maakte Poppingawier deel uit van de voormalige gemeente Boornsterhem.

## Beschermd dorpsgezicht
Een deel van Poppingawier is een beschermd dorpsgezicht, een van de beschermde stads- en dorpsgezichten in Friesland. Verder zijn er in het dorp een aantal rijksmonumenten.

## Kerken

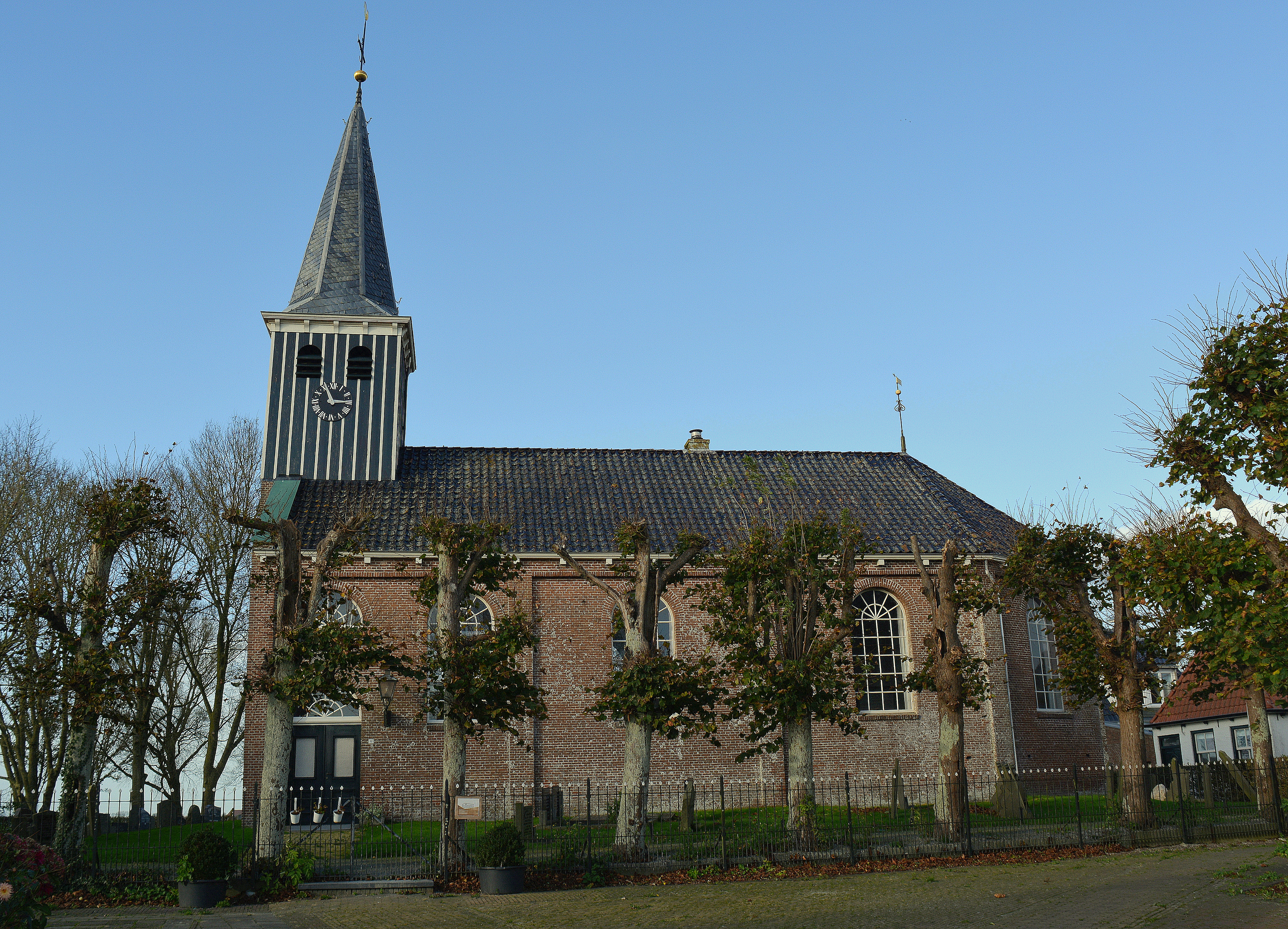
De voormalige Hervormde kerk

Poppingawier heeft twee kerkgebouwen, te weten de doopsgezinde en de hervormde kerk, die beide geen dienst meer doen als kerk. De voormalige Doopsgezinde Vermaning was een schuilkerk uit 1848. De kerk is in 1996 gerestaureerd. In de kerk zit het Verzamelmuseum Poppenwier.
De voormalige Hervormde kerk is gebouwd in 1860. De driezijdig gesloten zaalkerk was de vervanger van de bouwvallige middeleeuwse kerk, de Nicolaaskerk die gewijd was aan Nicolaas van Myra. De toren van de kerk is een houten geveltoren met ingesnoerde spits. Erin bevindt zich een torenuurwerk uit 1578.
De kerk is in bezit van de stichting ten behoud van de tsjerke van Poppenwier en is gebruikt als aula en wordt voor exposities en zanggroepen gebruikt.

## Sport
Het dorp heeft een eigen variant op de korfbalsport. De Poppenwierster korfbal wordt op een veld van 32 vakken van 4 bij 4 meter door twee ploegen van zestien spelers, bestaand uit elk 8 mannen en 8 vrouwen. Het wordt gespeeld met een twintigtal ballen.
Verder is in een Poppingawier een kaatsgroep, ijsclub, biljarclub, touwtrekvereniging en dartclub en voorheen een tafeltennisvereniging.
Op oudjaarsdag vindt de Silvesterloop plaats in en rond het dorp.

## Cultuur
Na de sluiting van het dorpshuis annex café De Herberch heeft de dorpsgemeenschap een dorpshuis gebouwd. Dit dorpshuis, De Trilker is sinds 1998 het hart van het culturele en sociale leven. Het dorp heeft eigen toneelvereniging, genaamd Foarút, een eigen dorpskrant en een eigen dorpslied.

## Bevolkingsontwikkeling
| 1999 | 2002 | 2004 | 2005 | 2006 | 2007 | 2008 | 2009 | 2012 | 2018 | 2019 | 2021 | 2023 |
| ---- | ---- | ---- | ---- | ---- | ---- | ---- | ---- | ---- | ---- | ---- | ---- | ---- |
| 182  | 190  | 184  | 190  | 184  | 184  | 177  | 181  | 180  | 180  | 170  | 175  | 160  |

## Bekende (ex-)inwoners
Tijdens de winter van 1890-1891 waren de zusjes Lysbeth en Akke Swierstra uit Poppingawier de eerste vrouwen die de Elfstedentocht geheel hebben afgelegd.

### Geboren in Poppingawier
- Douwe Kiestra (1899-1970), dichter, prozaschrijver en politicus